# Fissidens giraldii
Fissidens giraldii är en bladmossart som beskrevs av Brotherus 1901. Fissidens giraldii ingår i släktet fickmossor, och familjen Fissidentaceae. Inga underarter finns listade i Catalogue of Life.